# Cultura Folsom

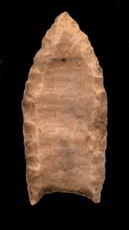
Punxa de llança Folsom

La cultura Folsom és una cultura arqueològica específicament paleoamericana que va ocupar gran part del centre d'Amèrica del Nord. El terme va ser utilitzat per primera vegada el 1927 per Jesse Dade Figgins, director del Museu d'Història Natural de Colorado.
Nombroses cultures paleoamericanes ocuparen Amèrica del Nord, una mica restringides a les Grans Planes i Grans Llacs dels actuals Estats Units i el Canadà, així com les àrees adjacents a l'oest i cap al sud-oest. La tradició de Folsom es va caracteritzar per l'ús de la punta Folsom com a punxes de projectil i activitats conegudes dels llocs on mataven i espedaçaven el bisó i les eines Folsom que hi deixaren.
Alguns llocs de matança exhibeixen proves de fins a 50 bisons morts, encara que pel que sembla la dieta Folsom inclou també argalins, marmotes, cérvols i conills de cua blanca.
Un jaciment Folsom és a Hanson (Wyoming), també va revelar àrees afirmades, que indiquen possibles habitatges.
El tipus de lloc és jaciment Folsom, prop de Folsom (Nou Mèxic), al comtat de Colfax (29CX1), un lloc de la matança del pantà trobat al voltant del 1908 per George McJunkin, un vaquer i antic esclau que havia viscut a Texas quan era nen. Els arqueòlegs van excavar el lloc en 1926. A Mèxic, en alguns llocs corresponents a l'Etapa Lítica, i especialment al Cenolític inferior, s'han trobat puntes de fletxa de tipus folsom, tots en l'altiplà septentrional. Entre ells cal citar a Samalayuca (Chihuahua), La Chuparrosa (Coahuila), Puntita Negra (Nuevo León) i Cerro de Silva (estat de San Luis Potosí).
Es creu que el complex Folsom deriva de la més antiga cultura Clovis i el seu inici data entre 9.000 aC i 8.000 aC.
El lloc Lindenmeier a Colorado és un campament que es va utilitzar al llarg d'un període més llarg, abastant aquesta època.